# Alberto Juantorena
Alberto Juantorena Danger (ur. 3 grudnia 1950 w Santiago de Cuba) – kubański lekkoatleta, sprinter i średniodystansowiec; dwukrotny mistrz olimpijski.

## Kariera
Początkowo grał w koszykówkę. Do uprawiania lekkiej atletyki namówił go pracujący na Kubie polski trener Zygmunt Zabierzowski. Po roku treningów wystąpił na igrzyskach olimpijskich w 1972 w Monachium, gdzie dotarł do półfinału biegu na 400 m. Wygrał bieg na 400 m podczas uniwersjady w 1973 w Moskwie. W 1975 był drugi na tym dystansie na igrzyskach panamerykańskich w Meksyku.
Do 1976 nie był znany jako biegacz na 800 m. Dlatego z zaskoczeniem przyjęto jego decyzję o starcie zarówno na 400 m, jak i na 800 m na igrzyskach olimpijskich w 1976 w Montrealu. Tymczasem Juantorena dotarł do finału na 800 m, w którym od razu objął prowadzenie i pomimo pogoni konkurentów wygrał, ustanawiając rekord świata wynikiem 1.43,50 s. Trzy dni później triumfował w biegu na 400 m (czas: 44,26 s.). Jest jedynym dotąd lekkoatletą, który zwyciężył na igrzyskach olimpijskich na obu tych dystansach. W tym samym roku (a także w 1977) został uznany za najlepszego sportowca świata w plebiscycie zorganizowanym przez United Press International. W tych samych latach był uznany za najlepszego lekkoatletę świata przez pismo Track & Field News.
W 1977 zwyciężył na 400 i na 800 m w Pucharze Świata w Düsseldorfie. 21 sierpnia 1977 w Sofii poprawił swój rekord świata na 800 m wynikiem 1.43,44 s. W 1979 zdobył na tych dystansach dwa srebrne medale podczas igrzysk panamerykańskich w San Juan, a dodatkowo brązowy medal w sztafecie 4 × 400 m. Na igrzyskach olimpijskich w 1980 w Moskwie wystąpił tylko na 400 m. Zajął w finale 4. miejsce. Na mistrzostwach świata w 1983 w Helsinkach doznał kontuzji stopy w eliminacjach biegu na 800 m i nie wystąpił w półfinale. W 1984 podczas Zawodów Przyjaźni w Moskwie (będących alternatywą dla igrzysk olimpijskich w Los Angeles) ogłoszono go zwycięzcą biegu na 800 m razem z Ryszardem Ostrowskim.
Jego bratankiem jest Osmany Juantorena, siatkarz drużyny Lube Banca Marche Macerata.
Po zakończeniu kariery sportowej został działaczem sportowym. Był wiceministrem sportu Kuby.